# Hình thái học thực vật

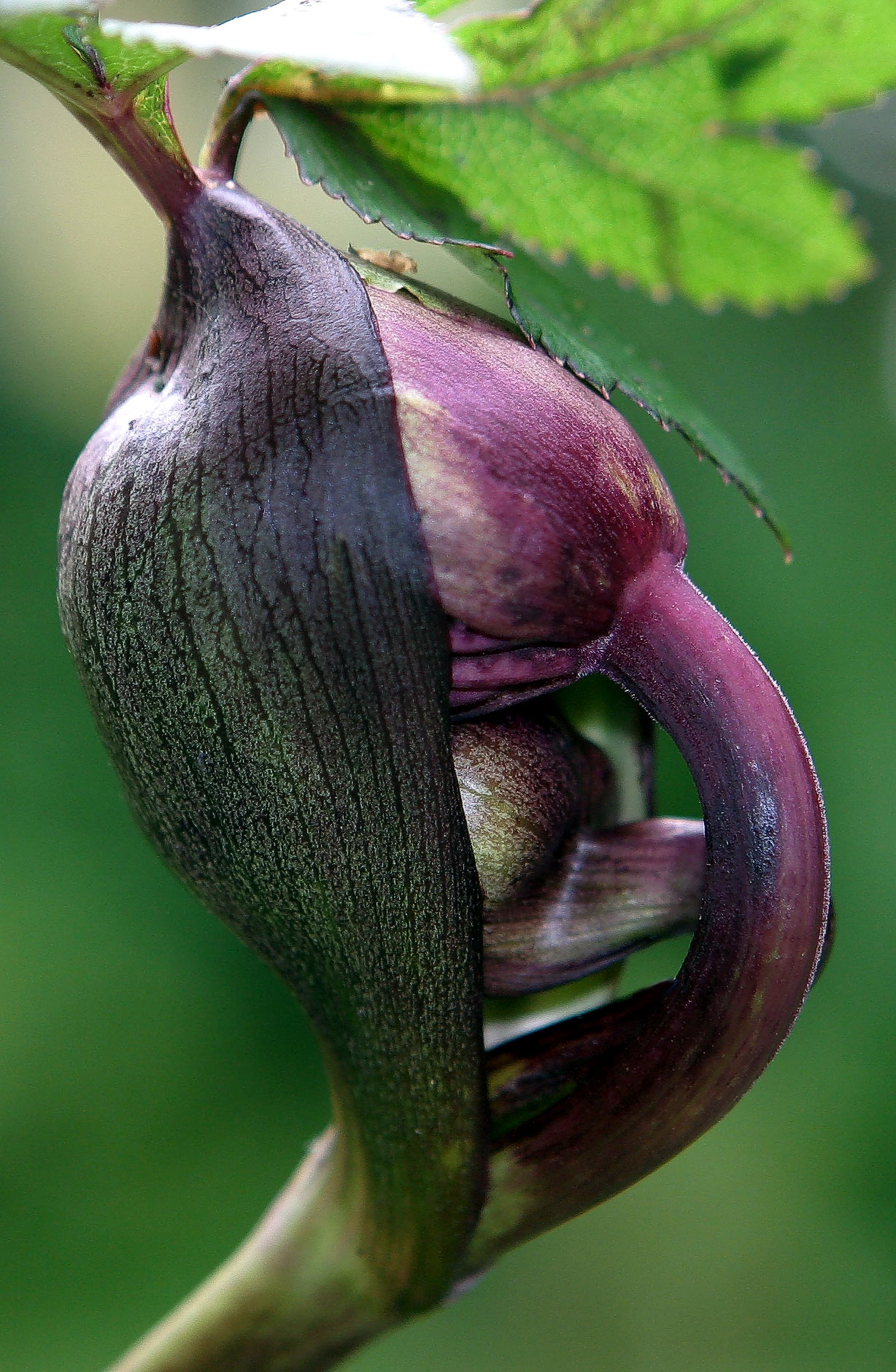
Inflorescences emerging from protective coverings

Hình thái học thực vật là ngành khoa học nghiên cứu cấu trúc bên ngoài và hình dạng vật lý của thực vật. Ngành này thường được cho là khác với giải phẫu thực vật, tức ngành khoa học nghiên cứu cấu trúc bên trong của thực vật, đặc biệt là ở cấp độ hiển vi. Hình thái học thực vật thì hữu dụng trong việc phân biệt thực vật bằng mắt.

## Phạm vi

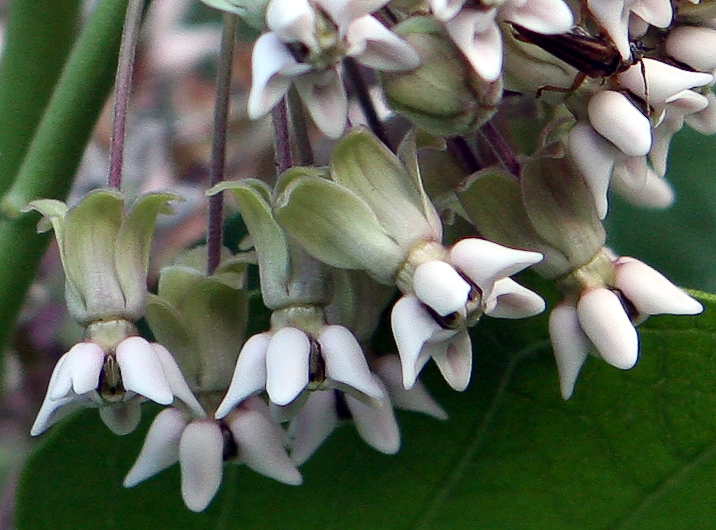
Asclepias syriaca cho thấy hình thái hoa phức tạp.

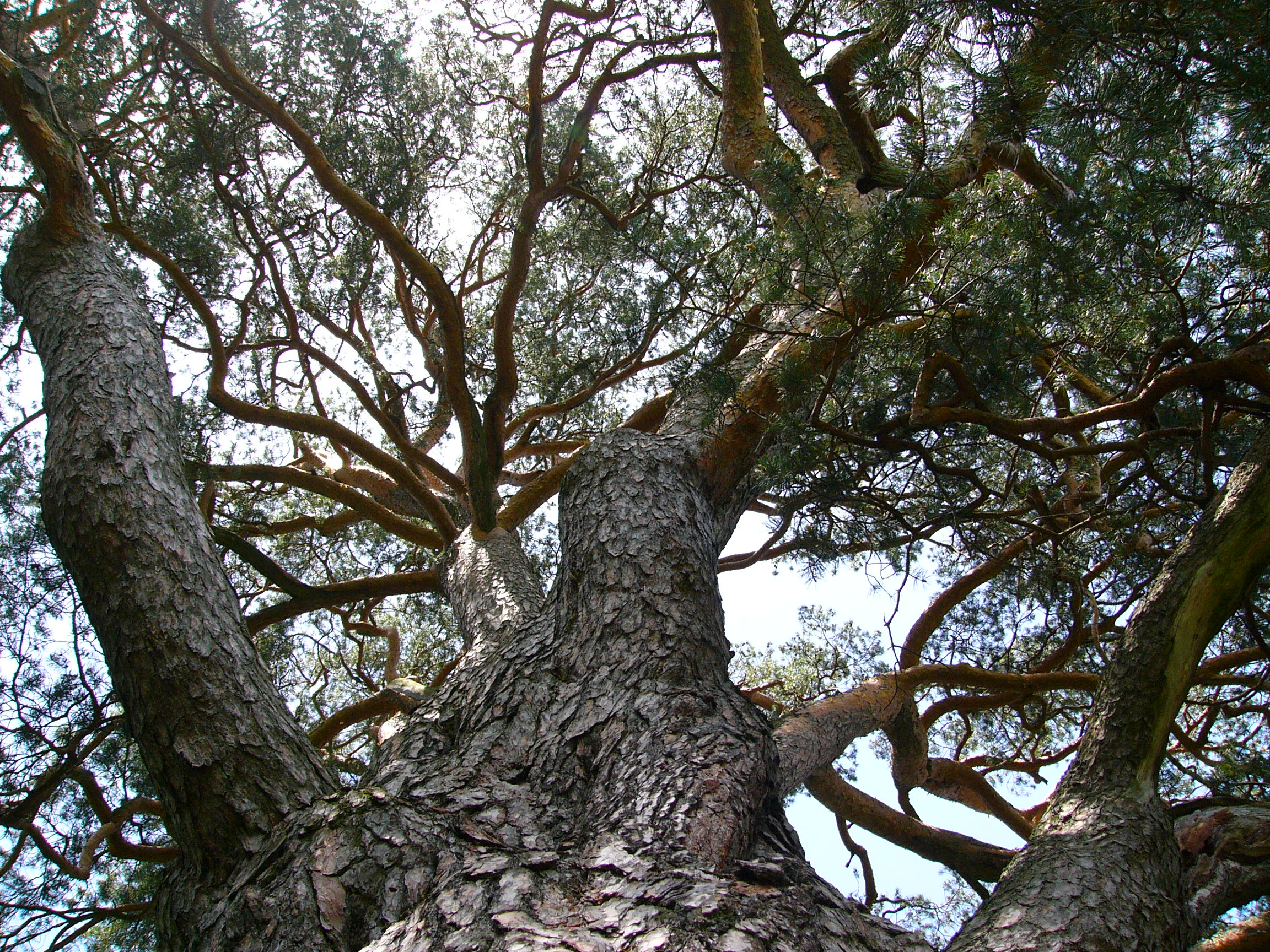
Ảnh nhìn từ dưới lên, cấu trúc cành của một cây Pinus sylvestris

Hình thái học thực vật "đại diện cho ngành khoa học nghiên cứu sự phát triển, hình dạng và cấu trúc của thực vật, và, trong ứng dụng, là một sự cố thử giải thích những điều trên nền tảng sự giống nhau của cách bố trí và nguồn gốc." Có bốn lĩnh vực nghiên cứu chính trong hình thái học thực vật, và mỗi cái thì lại chồng chéo với các lĩnh vực khác của khoa học sinh vật.

## Là một ngành khoa học so sánh
Một nhà hình thái học thực vật phải đưa ra những so sánh giữa cấu trúc của nhiều thực vật khác nhau trong cùng hoặc khác loài. Thực hiện phép so sánh như vậy giữa những cấu trúc tương tự nhau trên những thực vật khác nhau giúp giải đáp câu hỏi tại sao những cấu trúc đó lại tương tự nhau. Cũng khá có khả năng là những nguyên nhân tiềm tàng tương tự như di truyền, sinh lý hay phản hồi lại môi trường đã dẫn tới sự tương tự về mặt ngoại hình này.